# Ala volante

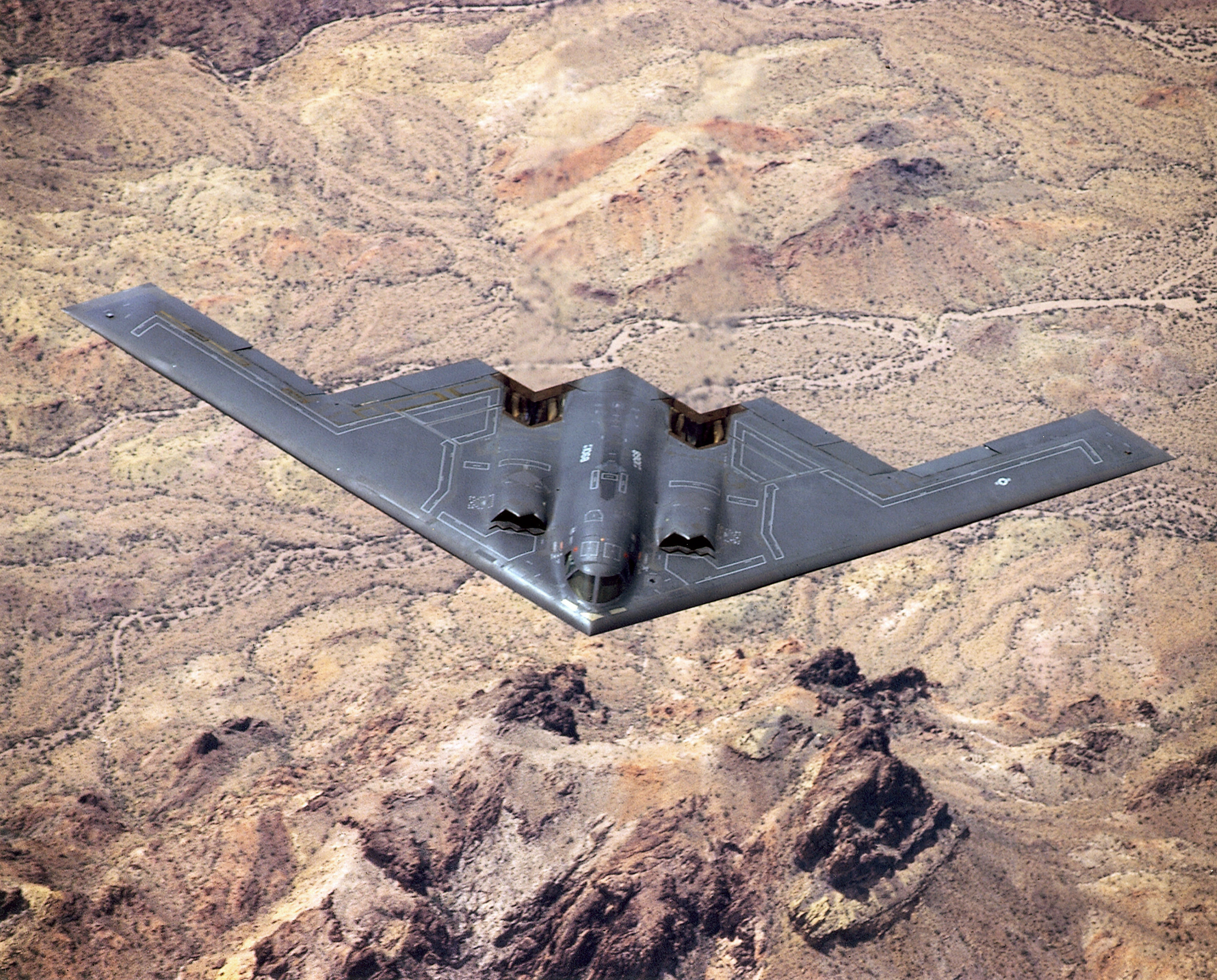
El bombardero Northrop B-2 Spirit.

Ala volante es la designación genérica dada para una configuración de avión de ala fija  que sea capaz de vuelo estable, controlable sin la ayuda de la sustentación distinta de la del ala principal, es decir, sin superficies auxiliares tales como estabilizadores horizontales. Adicionalmente, el término se aplica generalmente al avión en el cual la mayor parte de la carga útil se transporta dentro del ala principal, que contiene la mayor parte de su volumen estructural. En algunos casos carece totalmente de un fuselaje diferenciado. 
Históricamente, el ala volante ha sido defendida por muchos como la configuración potencialmente más eficiente del avión desde el punto de vista de la aerodinámica y el peso estructural. Tal noción proviene generalmente de la idea que la ausencia de cualquier componente del avión, con excepción del ala, debe reducir el coeficiente de resistencia y la complejidad estructural. 
Sin embargo, en estos aparatos el ala debe ser capaz de proporcionar estabilidad y control de vuelo por sí misma, un requisito que en principio impone dificultades adicionales al problema del diseño. De hecho, los aumentos en peso y fricción debido al problema de estabilidad pueden compensar parcial o totalmente los beneficios estructurales de la simplificación.

## Historia

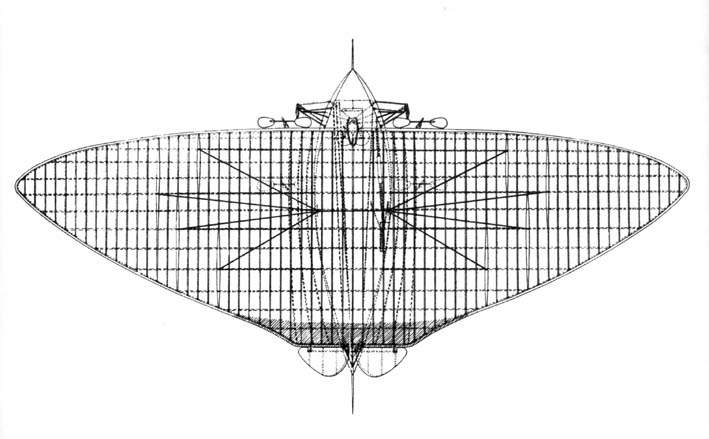
Plano del aeroplano de Alphonse Pénaud y Paul Gauchot.

Se ha experimentado con aviones sin cola desde los primeros intentos de volar. El británico JW Dunne fue uno de los pioneros, sus diseños de monoplano y biplano de ala en flecha mostraban una estabilidad inherente ya en 1910. Su trabajo influyó directamente en varios otros diseñadores, incluido GTR Hill, que desarrolló una serie de diseños experimentales de aviones sin cola, conocidos colectivamente como el Westland-Hill Pterodactyl, durante la década de 1920 y principios de la de 1930. A pesar de los intentos de seguir las órdenes del Ministerio de Aviación, el programa Pterodactyl finalmente se canceló a mediados de la década de 1930 antes de que se hiciera cualquier pedido del Mk. Se emitió VI.
El alemán Hugo Junkers patentó su propio concepto de transporte aéreo solo con alas en 1910, viéndolo como una solución natural al problema de construir un avión de pasajeros lo suficientemente grande para transportar una carga razonable de pasajeros y suficiente combustible para cruzar el Atlántico en servicio regular. Creía que el volumen interno potencialmente grande y la baja resistencia del ala volante lo convertían en un diseño obvio para este papel. Su ala monoplano de cuerda profunda se incorporó en el Junkers J 1 convencional en diciembre de 1915. En 1919 comenzó a trabajar en su diseño "Giant" JG1, destinado a acomodar a los pasajeros dentro de un ala gruesa, pero dos años más tarde la Comisión Aeronáutica Aliada de Control ordenó la destrucción del JG1 incompleto por exceder los límites de tamaño de la posguerra en aviones alemanes. Junkers concibió alas voladoras futuristas para hasta mil pasajeros; lo más cercano a esto fue en el avión de pasajeros Grossflugzeug de 34 plazas Junkers G.38 de 1931, que presentaba un ala grande de cuerda gruesa que proporcionaba espacio para combustible, motores y dos cabinas de pasajeros. Sin embargo, todavía requería un fuselaje corto para albergar a la tripulación y pasajeros adicionales.
El soviético Boris Ivanovich Cheranovsky comenzó a probar planeadores de alas voladoras sin cola en 1924. Después de la década de 1920, los diseñadores soviéticos como Cheranovsky trabajaron de forma independiente y en secreto bajo el gobierno de Stalin. Con un avance significativo en materiales y métodos de construcción, aviones como el BICh-3, BICh-14, BICh-7A se hicieron posibles. Hombres como Chizhevskij y Antonov también se convirtieron en el centro de atención del Partido Comunista al diseñar aviones como el BOK-5 (Chizhevskij) sin cola y el OKA-33 (el primero construido por Antonov) que fueron designados como "motorizados planeadores "por su similitud con los planeadores populares de la época. El BICh-11, desarrollado por Cheranovsky en 1932, compitió con el H1 de los hermanos Horten y Adolf Galland en la Novena Competencia de Planeadores en 1933.
En Alemania, Alexander Lippisch trabajó primero en tipos sin cola antes de pasar progresivamente a alas voladoras, mientras que los hermanos Horten desarrollaron una serie de planeadores de alas voladoras durante la década de 1930. El planeador H1 voló con éxito parcial en 1933, y el H2 posterior voló con éxito tanto en planeador como en variantes motorizadas. En los Estados Unidos, desde la década de 1930, Jack Northrop y Cheston L. Eshelman trabajaron de forma independiente en sus propios diseños. El Northrop N-1M, un prototipo a escala para un bombardero de largo alcance, voló por primera vez en 1940.
Durante la Segunda Guerra Mundial, la comprensión general de las cuestiones aerodinámicas se comprendió lo suficiente como para comenzar a trabajar en una variedad de prototipos representativos de la producción. En la Alemania nazi, los hermanos Horten fueron entusiastas defensores de la configuración del ala volante y desarrollaron sus propios diseños a su alrededor. Uno de esos aviones que produjeron fue el planeador Horten H.IV, que se produjo en cantidades reducidas entre 1941 y 1943. Varios otros diseños militares alemanes de finales de la guerra se basaron en el concepto de ala voladora, o variaciones del mismo, como una solución propuesta para ampliar el alcance de los aviones de muy corto alcance propulsados por los primeros motores a reacción.
El ejemplo más famoso de estos diseños sería el cazabombardero Horten Ho 229, que voló por primera vez en 1944. Combinaba un diseño de ala volante, o Nurflügel, con un par de motores a reacción Junkers Jumo 004 en su segundo, o "V2". (V de Versuch) prototipo de fuselaje; como tal, fue el primer ala voladora pura del mundo propulsada por motores a reacción gemelos, y se informó que voló por primera vez en marzo de 1944. La V2 fue pilotada por Erwin Ziller, quien murió cuando un apagón en uno de sus motores provocó un accidente. Se hicieron planes para producir el tipo como el Gotha Go 229 durante las etapas finales del conflicto. A pesar de las intenciones de desarrollar el Go 229 y un Go P.60 mejorado para varios roles, incluido el de luchador nocturno, nunca se completó ningún Go 229 o P.60 construido por Gotha.
Los Aliados también hicieron varios avances relevantes en el campo. Durante diciembre de 1942, Northrop voló el N-9M, un avión de desarrollo a escala de un tercio para un bombardero de largo alcance propuesto; se produjeron varios, todos menos uno fueron desechados tras la finalización del programa de bombarderos. En Gran Bretaña, el planeador Baynes Bat fue volado durante la guerra; era un avión experimental a escala de un tercio destinado a probar la configuración para la posible conversión de tanques en planeadores temporales. Los proyectos continuaron examinando el ala voladora durante la era de la posguerra. El trabajo en el Northrop N-1M condujo al bombardero de largo alcance YB-35, con máquinas de preproducción volando en 1946. Esto fue reemplazado al año siguiente por la conversión del tipo a propulsión a reacción como el YB-49 de 1947. El diseño no ofrecía una gran ventaja en el alcance, presentaba una serie de problemas técnicos y no entró en producción. En la Unión Soviética, el BICh-26 se convirtió en uno de los primeros intentos de producir un avión supersónico de alas voladoras en 1948; el autor de aviación Bill Gunston se refirió al BICh-26 como un adelantado a su tiempo. Sin embargo, el avión no fue aceptado por el ejército soviético y el diseño murió con Cheranovsky.
Tras la llegada de los aviones supersónicos durante la década de 1950, el interés militar en el ala volante se redujo rápidamente, ya que el concepto de adoptar un ala gruesa que acomodara a la tripulación y el equipo entraba en conflicto directo con el ala delgada óptima para el vuelo supersónico. El interés en las alas voladoras se renovó en la década de 1980 debido a sus secciones transversales de reflexión de radar potencialmente bajas. La tecnología sigilosa se basa en formas que reflejan las ondas del radar solo en ciertas direcciones, lo que dificulta la detección de la aeronave a menos que el receptor del radar esté en una posición específica en relación con la aeronave, una posición que cambia continuamente a medida que la aeronave se mueve. Este enfoque finalmente condujo al Northrop Grumman B-2 Spirit, un bombardero furtivo de alas voladoras.